# Heinrich Rheinboldt
Heinrich Rheinboldt (Karlsruhe, 11 de agosto de 1891 — São Paulo, 5 de dezembro de 1955) foi um químico, pesquisador e professor universitário alemão, naturalizado brasileiro. 
Foi fundamental para a modernização do ensino de química e para a fundação do Instituto de Química da Universidade de São Paulo.

## Biografia
Heinrich nasceu na cidade de Karlsruhe, em 1891. Era filho de Joseph Rheinboldt, ministro dos Transportes e das Finanças da Alemanha e mais tarde cônsul na Suíça, e neto de Heinrich Caro, químico com grande participação no desenvolvimento da indústria química alemã no século XIX e o primeiro a obter o ácido peroxomonossulfúrico, também conhecido como ácido de Caro.
Influenciado pelo avô, a quem considerava um "guia espiritual", Heinrich graduou-se e doutorou-se (em 1918) na Universidade de Estrasburgo. Voltou a Karlsruhe quando Estrasburgo foi anexada à França, e passou a trabalhar com o químico Paul Pfeiffer. Foi em 1922 com ele para a Universidade de Bonn, onde passou a ser considerado um cientista de fama internacional. Ganhou fama também como professor, orientando 35 teses de doutoramento, e teve publicado em 1934 o livro Chemische Unterrichtsversuche (Experiências para o Ensino de Química, em alemão), que teria sucessivas edições ampliadas.

## Brasil
A ascensão do nazismo tornou sua situação difícil na Alemanha, e ele acabou por aceitar um convite da Universidade de São Paulo em 1934, atraído pela ideia de dar início ao curso de Ciências Químicas da recém-criada Faculdade de Filosofia, Ciências e Letras (FFCL) da USP. Ele chegou a São Paulo em julho daquele ano e cuidou das primeiras providências para que as aulas começassem, ainda que em condições precárias, em 1935.
Foi ele quem deu a primeira aula, dada em um francês simples e pausado, ajudado por experiências demonstrativas, que causaram grande impacto na plateia. Essas demonstrações eram preparadas com um cuidado metódico que se refletia até em termos estáticos.

## Morte
Rheinboldt morreu em 5 de dezembro de 1955, em São Paulo, aos 64 anos.